# High and Low the Movie 2: End of Sky
 (avril 2021).
Si vous disposez d'ouvrages ou d'articles de référence ou si vous connaissez des sites web de qualité traitant du thème abordé ici, merci de compléter l'article en donnant les références utiles à sa vérifiabilité et en les liant à la section « Notes et références ».
Série
High and Low: The Movie
(2016) High and Low the Movie 3: Final Mission
(2017)
Pour plus de détails, voir Fiche technique et Distribution.
High and Low the Movie 2: End of Sky est un film d'action japonais réalisé par Shigeaki Kubo et Tsuyoshi Nakakuki et sorti le 19 août 2017.
Il s'agit de la suite de High and Low: The Movie (en). Il est premier du box-office japonais lors de son premier week-end[réf. nécessaire].
Sa suite, High and Low the Movie 3: Final Mission, sort le 11 novembre 2017.

## Synopsis
Les membres du gang SWORD ont gagné contre les Wangan Rengogun, menés par Kohaku (Akira (en)), et la ville retrouve son calme.
D'autres gangs encore plus violents font cependant leur apparition. Les Doubt, mené par Hayashi Ranmaru (Aoi Nakamura), et Prison Gang, mené par Jeshi (Naoto (en)). Leur but est simple : occuper le territoire des SWORD.

## Distribution
- Takanori Iwata (en) : Cobra
- Nobuyuki Suzuki (en) : Yamato
- Keita Machida : Noboru
- Kenjirō Yamashita (en) : Dan
- Kanta Sato : Tetz
- Noémie Nakai : Furuno